# Vârful Ineu, Munții Rodnei
Ineu (Inău) este un vârf muntos, al doilea ca înălțime, din Munții Rodnei, cu altitudinea de 2.279 m. Face parte din Rezervația mixtă „Ineu - Lala”.

## Accesibilitate
Cele ma comune căi de acces sunt dinspre DN17D, fie din
- localitatea Rodna, Bistrița-Năsăud, sau din

De aici, pe jos, se poate ajunge spre Vârful Roșu, Vârful Ineuț, Vârful Ineu. 

## Galerie multimedia
- Imagini aeriene cu lacurile Lala Mare și Mic, râul Lala și vârful Ineu

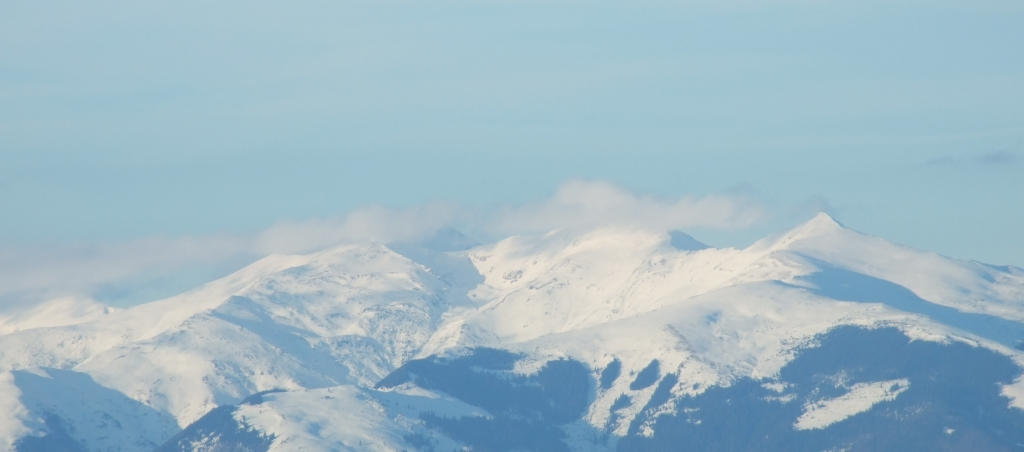
Vârful Ineu, vedere din pasul Tihuța
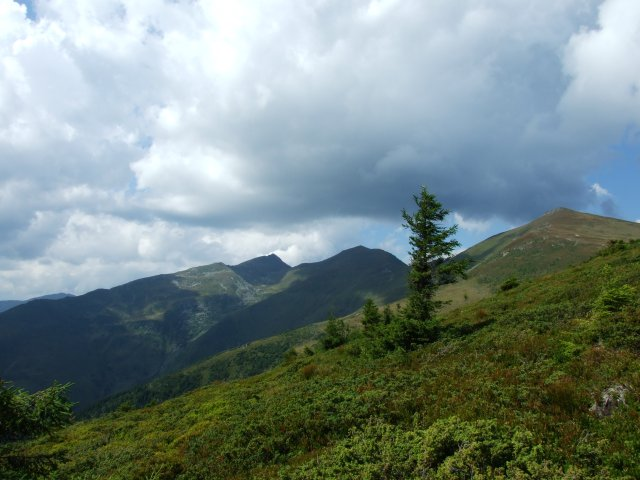
Vârful Ineu
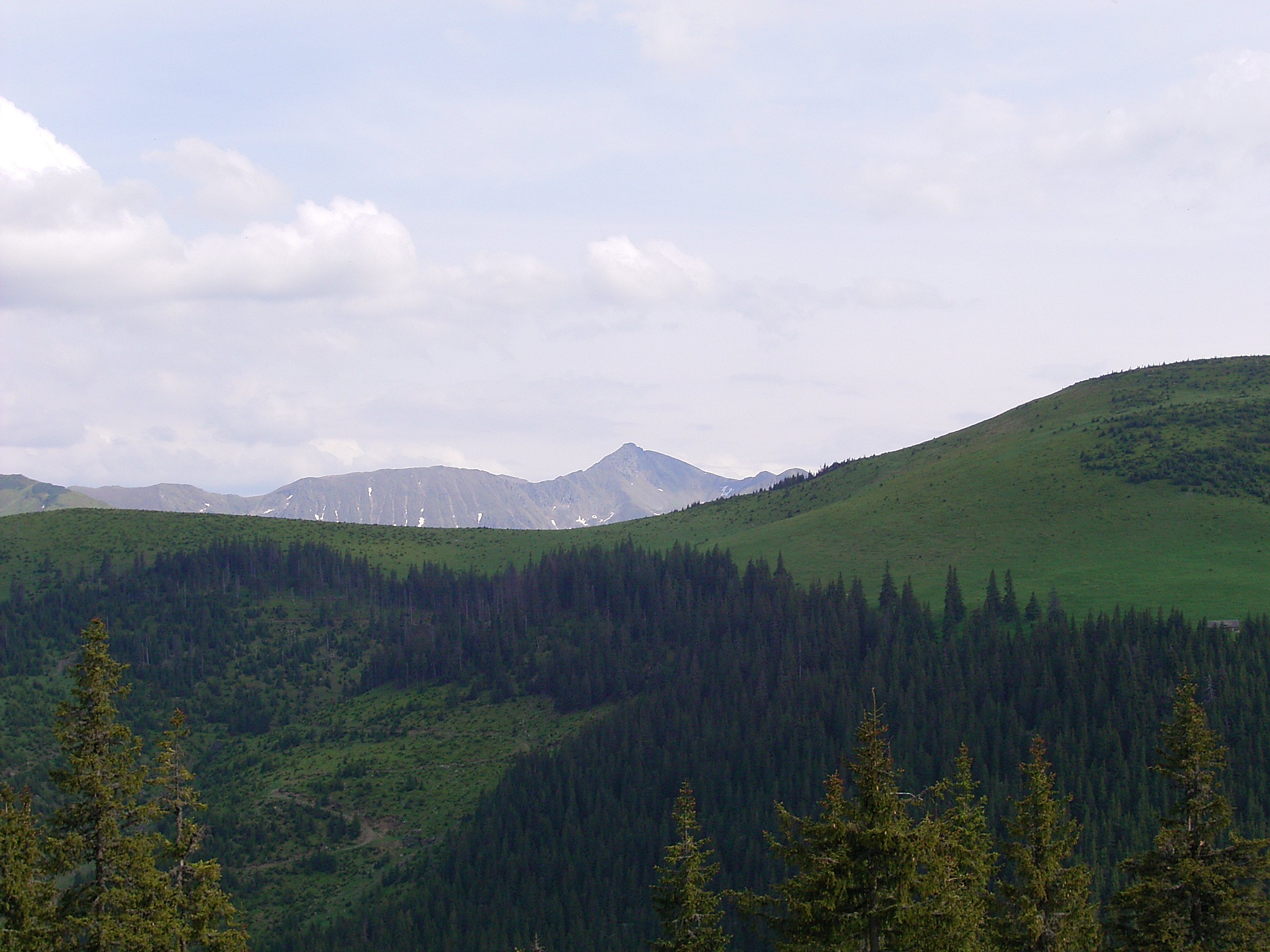
Vf. Ineu din șaua Stiol
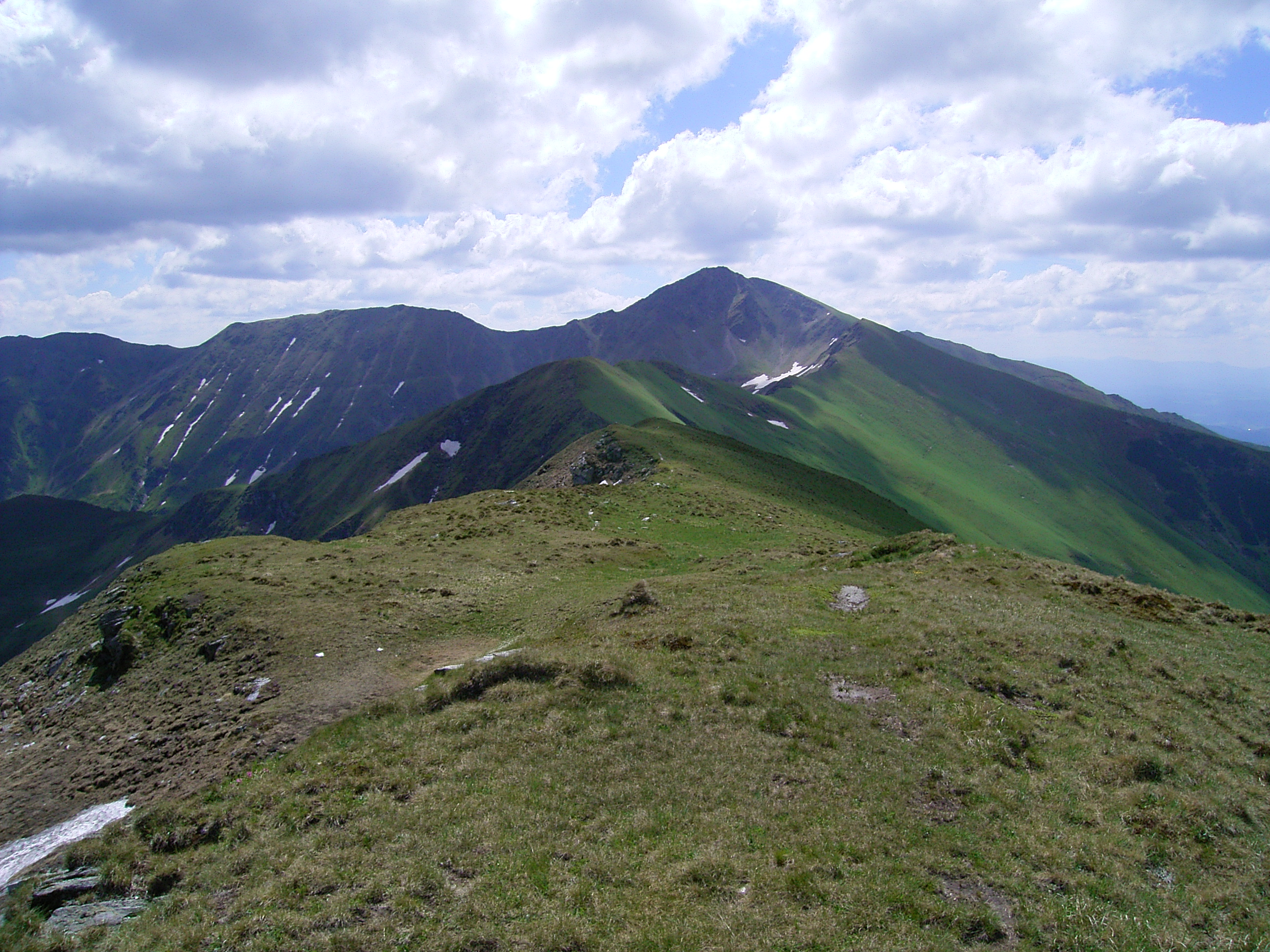
Vf. Ineu și Culmea Piciorul Pleșcuței
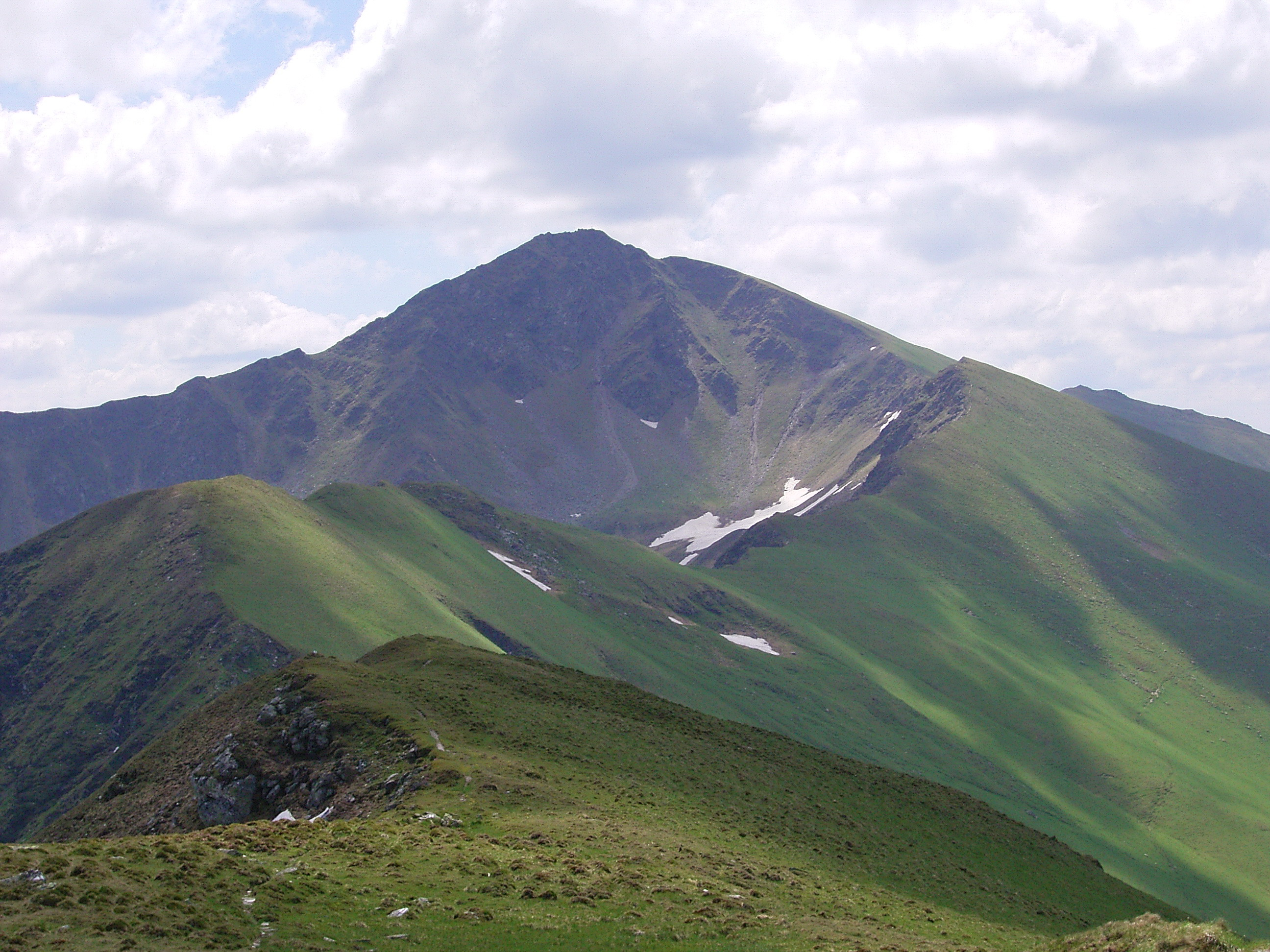
Vf. Ineu și vf. Coasta Netedă
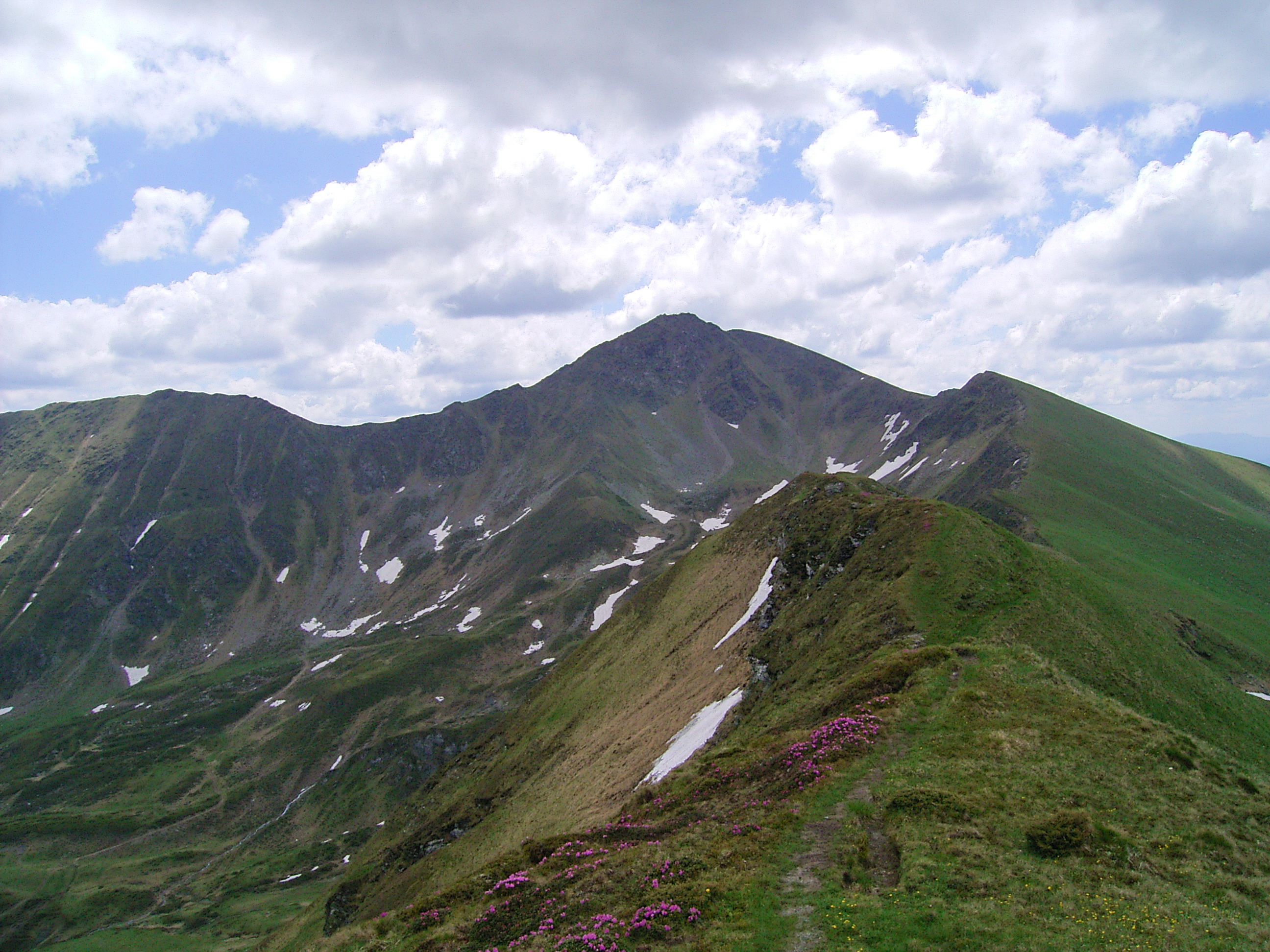
Vârful Ineu
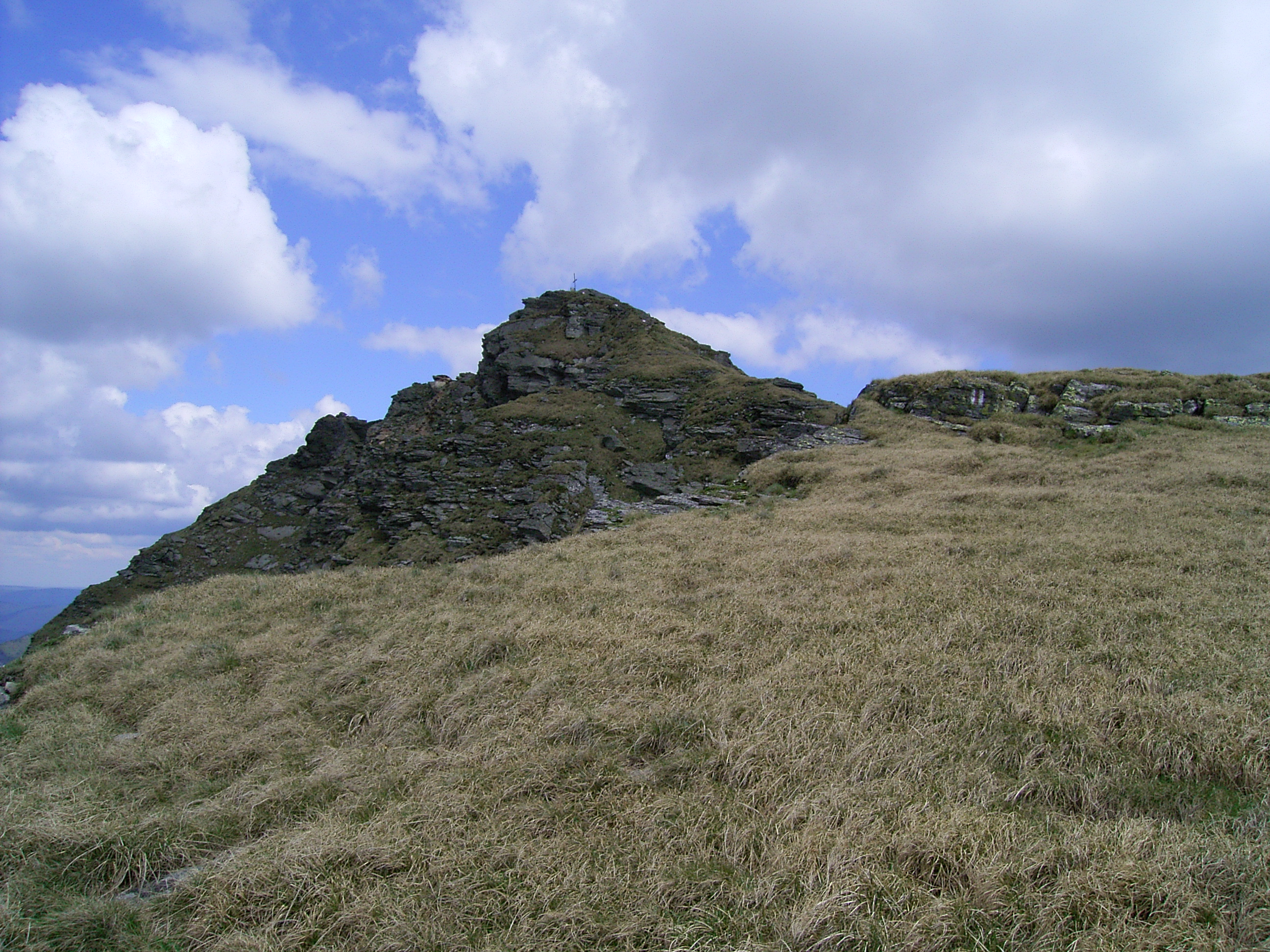
Vârful Ineu (detaliu)
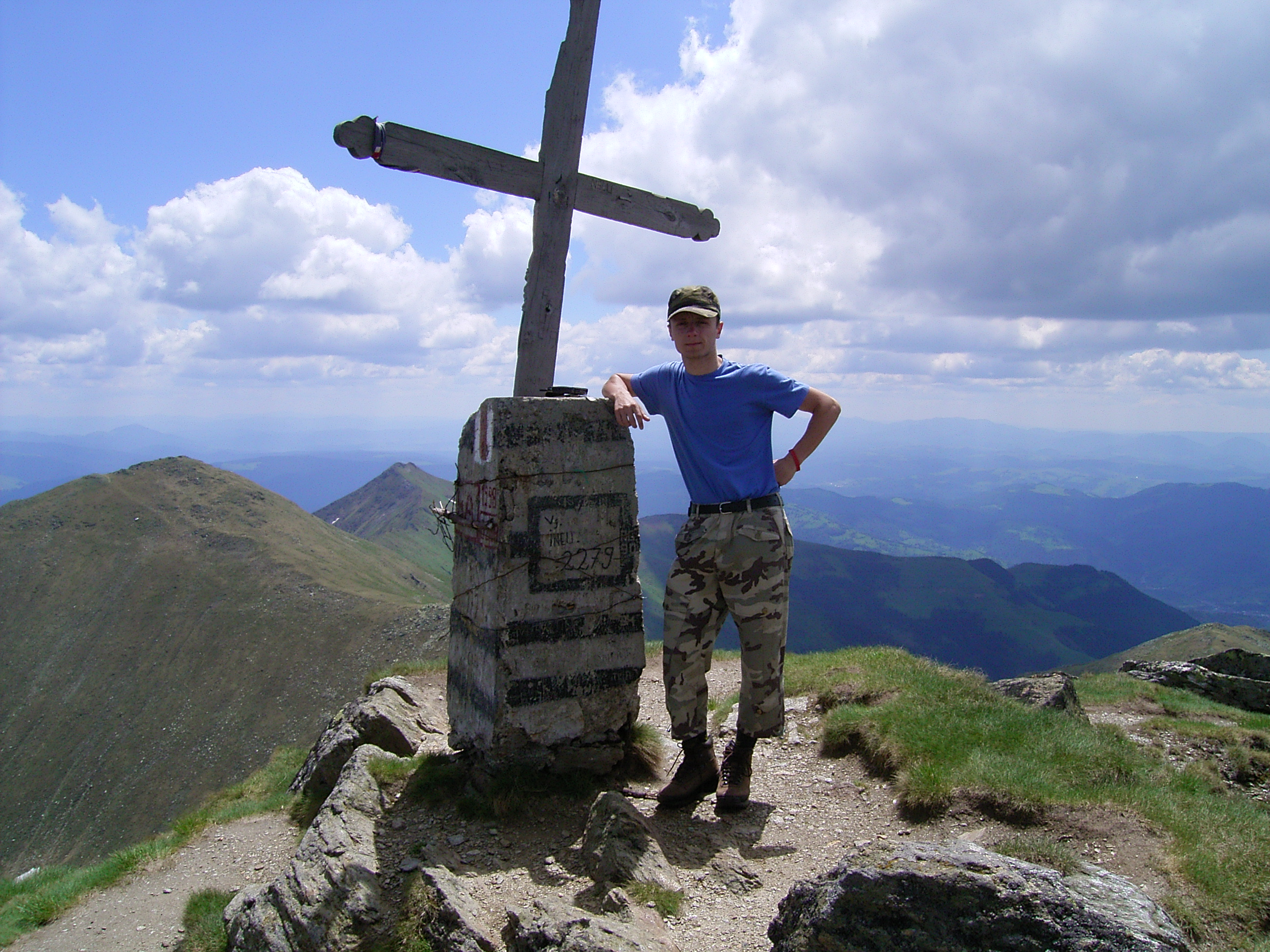
Pe vârful Ineu
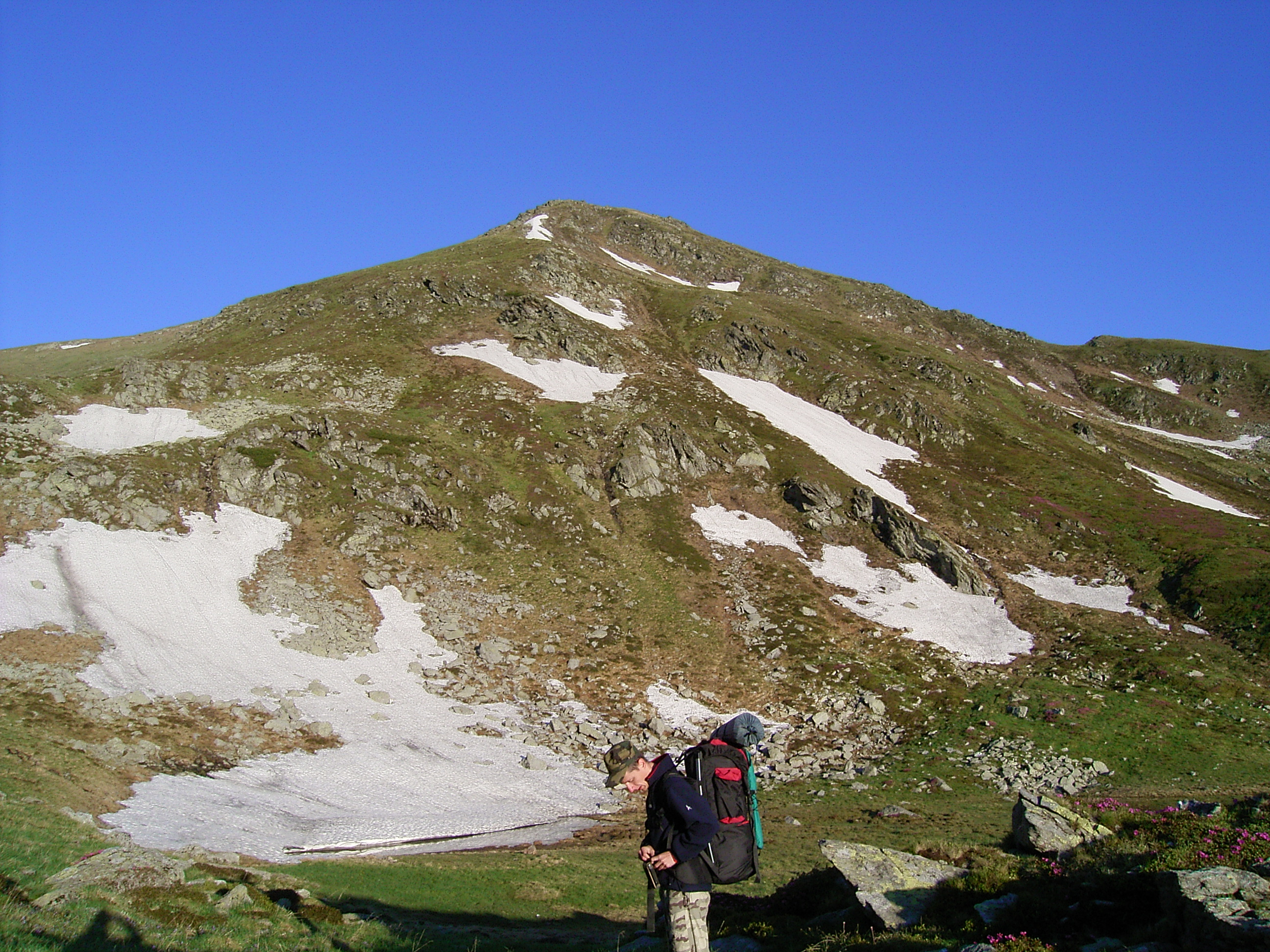
Vf.Ineu de lângă lacul Lala Mică
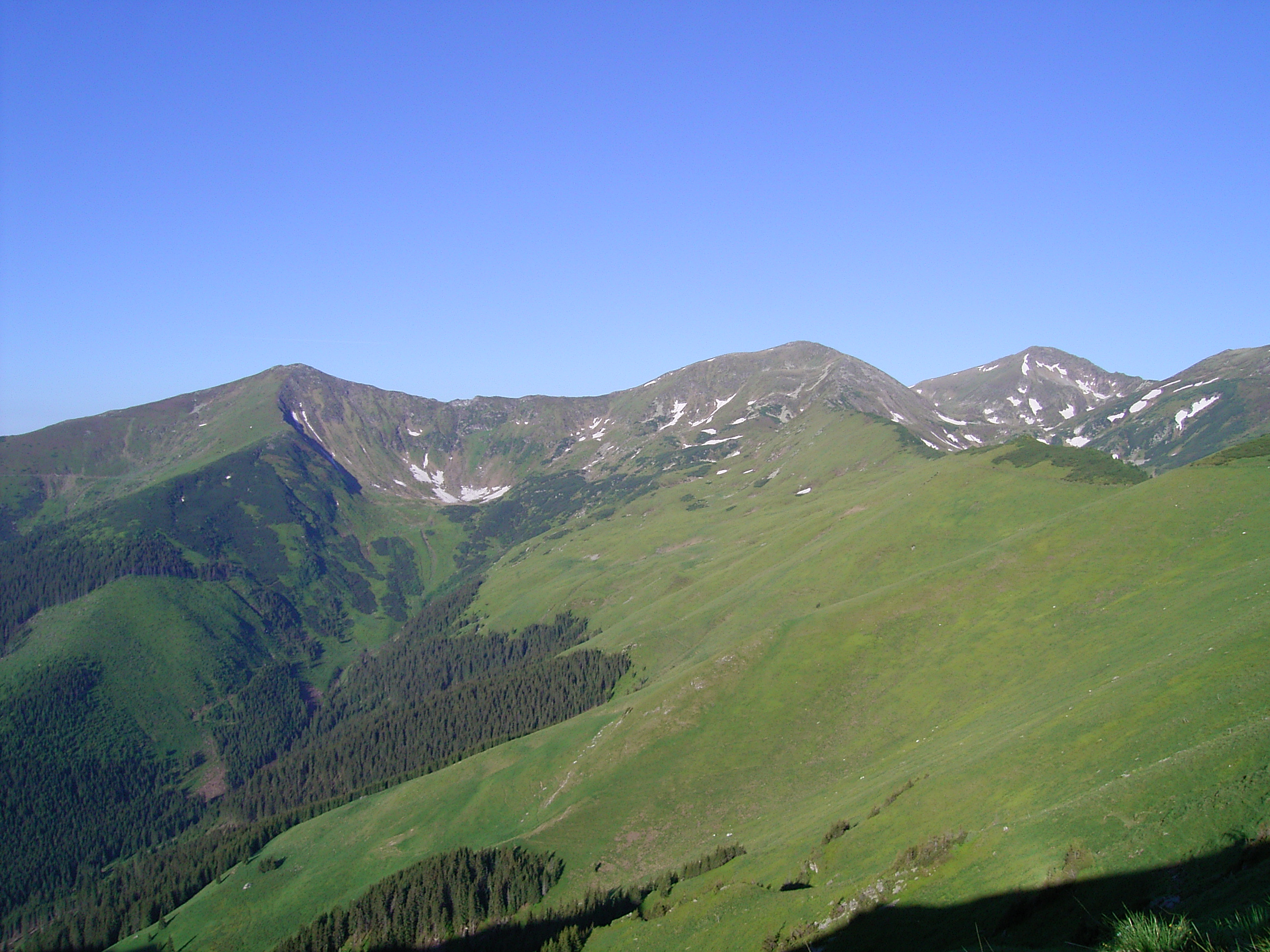
Vârfurile Roșu, Ineuț și Ineu